# Найдёнов, Григорий Михайлович
Григорий Михайлович Найдёнов — советский хозяйственный, государственный и политический деятель, Герой Социалистического Труда.

## Биография
Родился в 1922 году в деревне Дмитриевка. Член КПСС.
Участник Великой Отечественной войны. С 1945 года — на хозяйственной, общественной и политической работе. В 1945—1986 гг. — прицепщик, тракторист Приморско-Ахтарской машинно-тракторной станции, тракторист колхоза имени Ленина Приморско-Ахтарского района Краснодарского края.
Указом Президиума Верховного Совета СССР от 7 декабря 1973 года присвоено звание Героя Социалистического Труда с вручением ордена Ленина и золотой медали «Серп и Молот».
Умер после 1985 года.